# 황리현명 청동북
황리현명 청동북(黃利縣銘 靑銅金鼓)은 고려 선종 2년인 1085년 황리현(黃利縣, 현 경기도 여주)의 호장(戶長)이자 무산계(武散階) 정9품 인용부위(仁勇副尉)인 민씨(閔氏) 등에 의해 제작된 것으로, 황리현과 가까운 원주시 부론면 법천리에서 발견된 것으로 전한다. 2013년 9월 4일 대한민국의 보물 제1810호로 지정되었다.

## 개요
청동북은 앞면에는 크고 작은 동심원을 돋을새김하고 안쪽 동심원에 연꽃무늬 당좌(撞座, 북채로 치는 부분), 바깥쪽 동심원에는 구름무늬를 배치하였다. 북의 뒷면에는 넓은 공명구를 뚫고, 측면에는 명문(銘文)을 음각하여 고려시대 청동북의 전형적인 특징을 보여준다. 청동북의 규모는 비교적 작은 편이나 짜임새 있는 앞면 구성, 앞면 凸형 동심원에 상응하는 뒷면의 凹형 동심원, 측면에 명문을 새긴 점 등을 고려할 때 수준높은 공예기술을 보여준다고 할 수 있다.
통일신라시대의 시공사명 청동북(時供寺銘 靑銅金鼓, 865년), 고려시대의 경암사명 청동북(瓊巖寺 銘 靑銅金鼓, 1073년), 법해사명 청동북(法海寺銘 靑銅金鼓, 1084년)에 이어 지금까지 알려진 4번째로 오래된 청동북이다. 명문을 통해 명확한 조성연대를 알 수 있고 고려시대 지방자치제도 등을 연구할 수 있는 한편 ‘반자(半子)’라는 청동북의 명칭을 확인할 수 있는 등 자료로서의 가치도 높은 문화재로 평가된다.

## 참고 자료
- 황리현명 청동북 - 국가유산청 국가유산포털